# قلعه شیروایشی
قلعه شیروایشی (به ژاپنی: 白石城, Shiroishi-jō)، یک قلعه ژاپنی به سبک زمین مسطح در شهر فعلی شیروایشی، میاگی است.